# Cidade do Céu
Sky City ou Cidade do Céu (chinês simplificado: 天空城市, pinyin: tiānkōng chéngshì), ou Sky City One, é um edifício em fase de pré-construção na cidade de Changsha, Hunan, no sudeste da República Popular da China.
Quando completo terá com 220 andares e uma altura de 838 metros, ultrapassando o Burj Khalifa, em Dubai, nos Emirados Árabes Unidos, que chega aos 828 metros de altura.